# سیارک ۵۵۵۲
سیارک ۵۵۵۲ (به انگلیسی: 5552 Studnicka، نامگذاری:1982SJ1) پنج هزار و پانصد و پنجاه و دومین سیارک کشف شده‌است که در ۱۶ سپتامبر ۱۹۸۲ کشف شد.
قدر مطلق سیارک برابر ۱۲٫۹۰ است.